# Sân bay Tunoshna
Tunoshna (cũng viết là Tunoshnoye, hay Tunoschna) (tiếng Nga: Аэропорт Туношна) (IATA: IAR, ICAO: UUDL) là một sân bay ở Yaroslavl Oblast, Nga, cách Yaroslavl 18 km về phía đông nam. Sân bay này có thể phục vục các loại máy bay cỡ vừa.
Trong thời kỳ Chiến tranh lạnh đây đã là một căn cứ máy bay tiêm kích đánh chặn, là nơi đóng quân của 415 IAP với máy bay MiG-23P trong thập niên 1980 và 1990. Đơn vị này bị ngưng hoạt động ở đây năm 1992 và được chuyển đến Rzhev.